# Undset (inslagkrater)
Undset is een inslagkrater op de planeet Venus. Undset werd in 1985 genoemd naar de Noorse schrijfster Sigrid Undset (1882-1949).
De krater heeft een diameter van 20 kilometer en bevindt zich in het quadrangle Meskhent Tessera (V-3).